# Jekaterina Sjagalova
Jekaterina Sjagalova (russisk: Екатерина Александровна Шагалова) (født 5. juni 1976 i Moskva i Sovjetunionen) er en russisk filminstruktør og manuskriptforfatter.

## Filmografi
- Odnazjdy v provintsii (Однажды в провинции, 2008)[1][2]